# اکاترینا دزهالویچ
 اکاترینا دزهالویچ (بلاروسی: Кацярына Дзегалевіч؛ زادهٔ ۳ مهٔ ۱۹۸۶) یک تنیس‌باز اهل بلاروس است. 